# Flaxlanden
Flaxlanden (deutsch Flachslanden) ist eine französische Gemeinde mit 1368 Einwohnern (Stand 1. Januar 2022) im Département Haut-Rhin in der Region Grand Est (bis 2015 Elsass). Sie gehört zum Kanton Brunstatt-Didenheim.

## Geschichte
Auf der Gemarkung wurden bedeutende neolithische Funde gemacht (u. a. 60 Steinbeile).Erstmals erwähnt wird eine Marca Flachlantisse im Jahr 792, zur Zeit Karls des Großen.
Zur Zeit der Ersterwähnung war der Ort im Besitz des Klosters Murbach. Von ihm ging er an die Habsburger und im Westfälischen Frieden 1648 an die französische Krone. Als Ortsherren erscheinen im Mittelalter u. a. die Herren von Masmünster (Maseveaux) und die im Sundgau vielfach begüterten Herren von Flaxlanden, Ministeriale der Grafen von Pfirt, deren Schloss längst verschwunden ist. Das Adelsgeschlecht von Flachslanden ist seit etwa 1180 belegt und erlosch 1822 mit Johann Baptist von Flachslanden. Zeitweise hatten sogar die Fugger den Ort als Pfandherren im Besitz. Um die Mitte des 19. Jahrhunderts kam es zum Zuzug zahlreicher Textilarbeitskräfte, die schließlich zahlenmäßig im Dorf überwogen.
Von 1871 bis zum Ende des Ersten Weltkrieges gehörte Flaxlanden als Teil des Reichslandes Elsaß-Lothringen zum Deutschen Reich und war dem Kreis Mülhausen im Bezirk Oberelsaß zugeordnet. Im Ersten Weltkrieg fanden bei der Schlacht von Mühlhausen (19. bis 26. August 1914) am Geissberg bei Flaxlanden erbitterte Kämpfe statt, bei denen 600 Franzosen und 300 Deutsche das Leben verloren.

### Bevölkerungsentwicklung
| Jahr      | 1910 | 1962 | 1968 | 1975 | 1982 | 1990 | 1999 | 2007 | 2017 |
| --------- | ---- | ---- | ---- | ---- | ---- | ---- | ---- | ---- | ---- |
| Einwohner | 677  | 570  | 804  | 1084 | 1144 | 1101 | 1254 | 1465 | 1448 |

## Sehenswürdigkeiten
- Kirche St. Sebastian (Saint-Sébastien), Chor und Schiff von 1772, der  Westturm mit Vorhalle mittelalterlich mit gotischen Schallöffnungen.
- Haus „Landwerlin“ aus dem Jahr 1621, Fensterrahmungen und Türe verziert. Monument historique
- Das Haus Nr. 2 am Impasse de l’Église (1592?) im Kern mittelalterlich mit markanten Eckquadern und z. T. spätgotischen Fenstern, darunter ein Kreuzstockfenster.
- Das Pfarrhaus, Grand Rue 27 ein (im Kern vielleicht älterer) Bau des späten 18. Jahrhunderts mit barocken Segmentbogenfenstern und Halbwalm.
- Impasse des Roses Nr. 1 ein großes Weinbauernhaus mit steinernem Keller- und Erdgeschoss, 1 noch originales Fenster aus dem Anfang des  17. Jahrhunderts, darüber ein jüngerer Fachwerkbau mit  Halbwalm.

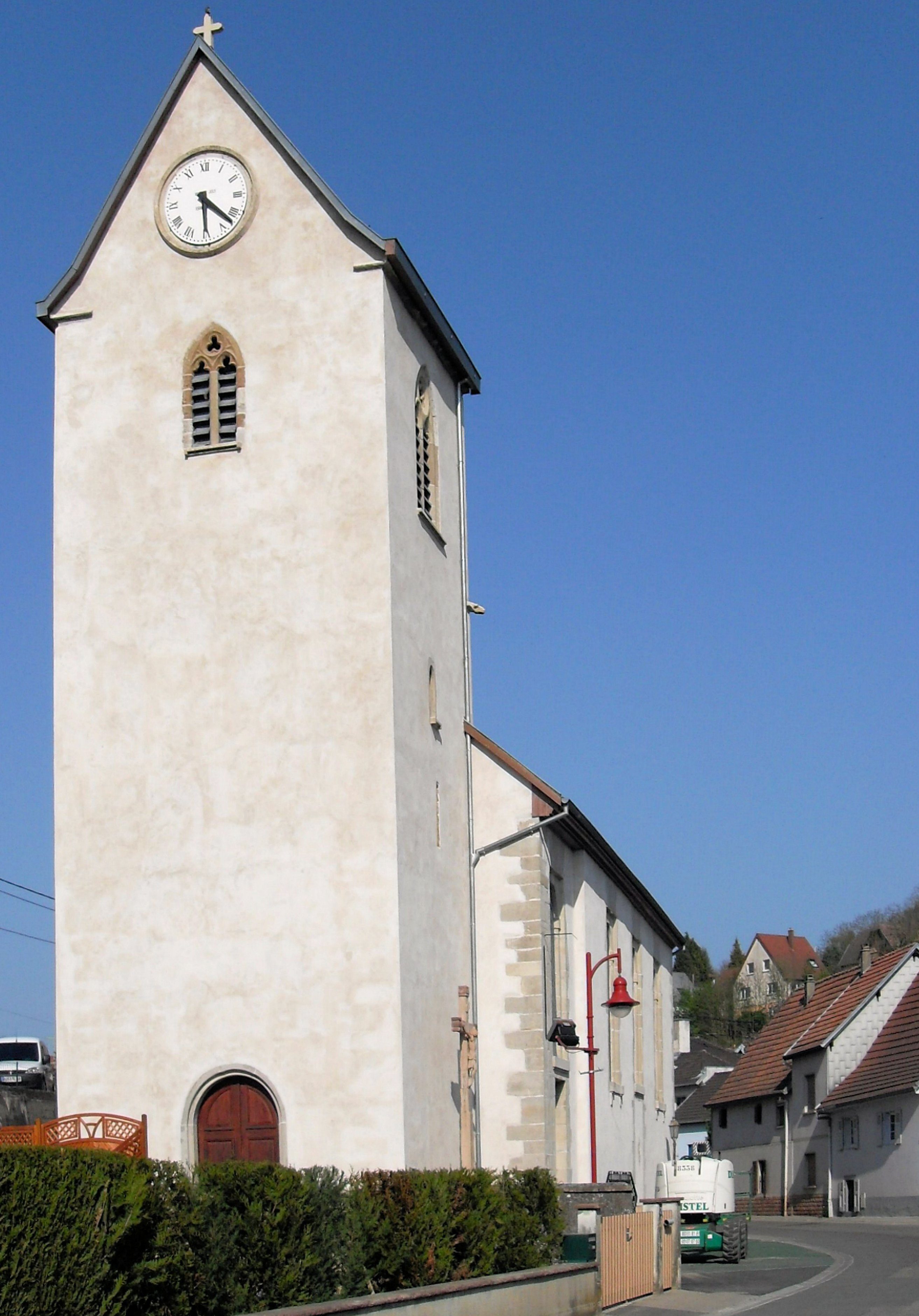
Westseite der Kirche St. Sebastian
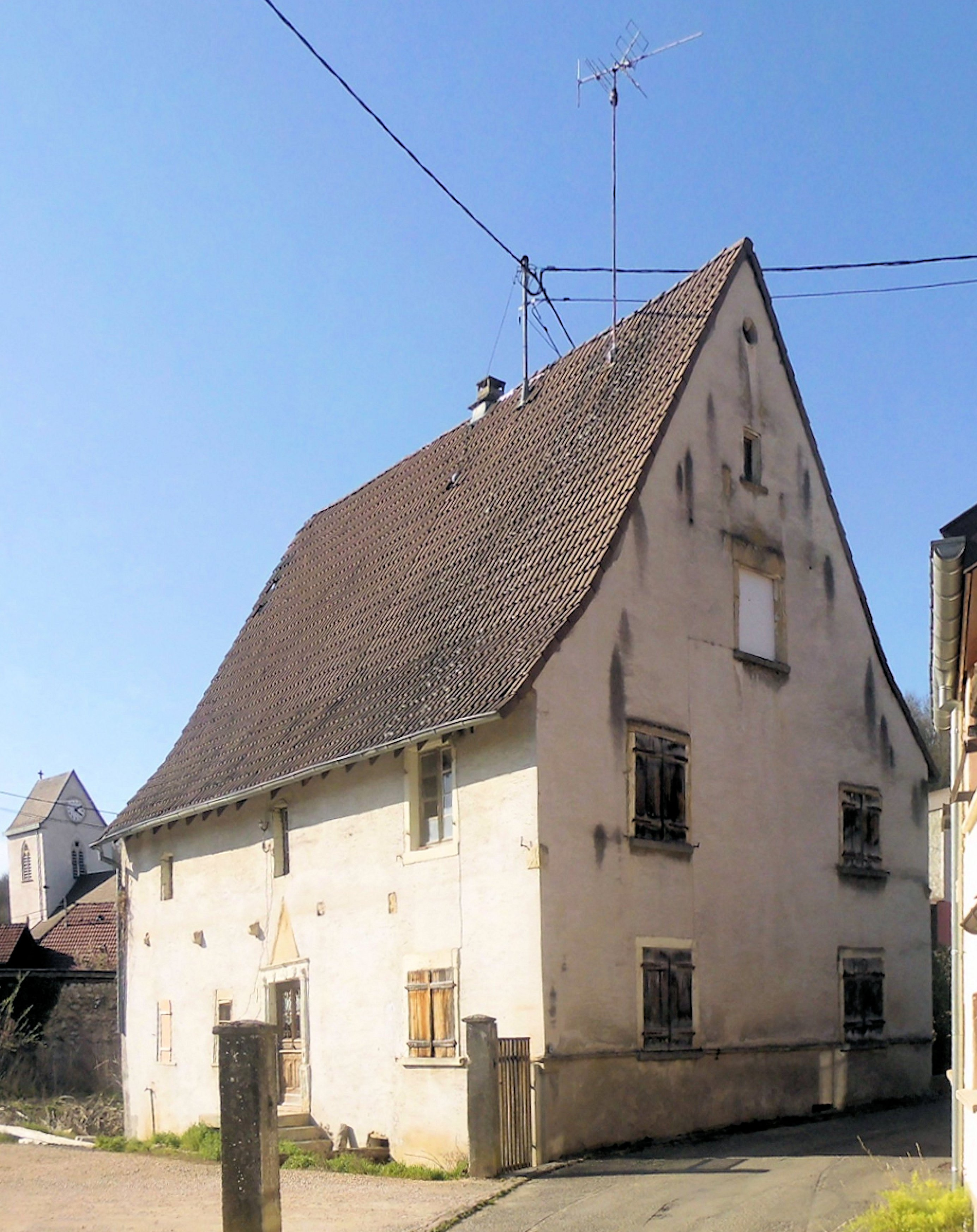
Haus „Landwerlin“
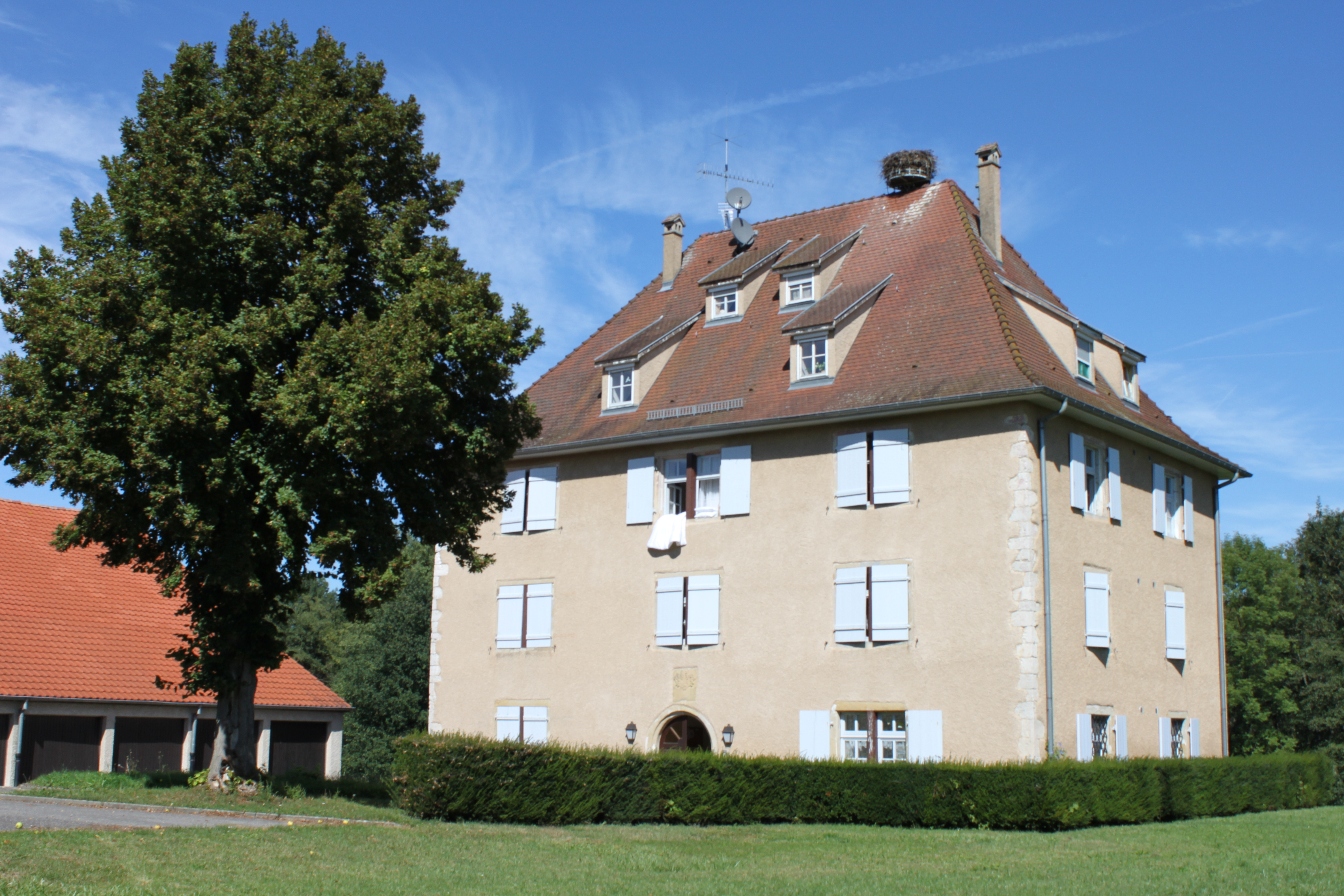
Altes Herrenhaus von Flaxlanden in Durmenach

## Verkehr
Flaxlanden besitzt einen Bahnhof an der Bahnstrecke Paris–Mulhouse, an diesem halten Züge des TER Grand Est und TER Franche-Comté.